# Coupe de France féminine de handball 1993-1994
Navigation
Coupe de France 1992-1993 Coupe de France 1997-1998
La coupe de France 1993-1994 est la 7e édition de la coupe de France féminine de handball.
La compétition est remportée pour la 2e fois par l'ASPTT Metz-Marly, également champion de France, qui confirme ici le début de sa domination nationale. En revanche, il s'agit du dernier résultat notable pour l'USM Gagny 93, tenant du titre, finaliste et vice-champion de France.

## Résultats

### Premier tour
Le premier tour de la Coupe de France féminine, initialement prévu les week-ends des 30-31 octobre et 6-7 novembre, est reporté au week-end du 22-23 janvier 1994 pour les matchs aller et au week-end du 29-30 janvier 1994 pour les matchs retour. Les résultats sont, :
| Équipe 1           | Score   | Équipe 2       | Aller   | Retour  |
| ------------------ | ------- | -------------- | ------- | ------- |
| A.L. Bouillargues  | 40 – 38 | FSE Achenheim  | 22 – 15 | 18 – 23 |
| ES Colombes        | 43 – 52 | ES Besançon    | 23 – 26 | 20 – 26 |
| Stade béthunois BL | 42 – 44 | SA Mérignac    | 20 – 22 | 22 – 22 |
| ASPTT Strasbourg   | 46 – 48 | Stade français | 23 – 21 | 23 – 27 |

L'USM Gagny 93, l'ASPTT Metz-Marly, l'ASUL Vaulx-en-Velin et le CSL Dijon sont exemptés de ce premier tour, probablement en raison de leur classement la saison précédente.

### Quarts de finale
Les quarts de finale ont été disputés les 12 et 13 mai 1994 (aller) puis du 14 au 16 mai 1994 (retour). À noter que les deux matchs entre Metz et Bouillargues ont été joués au Palais des sports de Longeville-lès-Metz. Les résultats des quarts-finales sont :
| Équipe 1         | Score   | Équipe 2            | Aller   | Retour  |
| ---------------- | ------- | ------------------- | ------- | ------- |
| ES Besançon      | 39 – 33 | SA Mérignac         | 18 – 18 | 21 – 15 |
| ASPTT Metz-Marly | 65 – 41 | A.L. Bouillargues   | 30 – 22 | 35 – 19 |
| CSL Dijon        | 45 – 44 | ASUL Vaulx-en-Velin | 26 – 22 | 19 – 22 |
| USM Gagny 93     | 52 – 49 | Stade français      | 30 – 25 | 22 – 24 |

### Demi-finales
Les demi-finales ont été disputés le week-end du 28-29 mai 1994 (aller) puis le 4 juin 1994 (retour). Les résultats sont, :
| Équipe 1         | Score   | Équipe 2    | Aller   | Retour  |
| ---------------- | ------- | ----------- | ------- | ------- |
| USM Gagny 93     | 44 – 36 | ES Besançon | 23 – 16 | 21 – 20 |
| ASPTT Metz-Marly | 47 – 42 | CSL Dijon   | 22 – 22 | 27 – 20 |

### Finale
Le résultat de la finale, disputée sur un seul match le week-end du 11-12 juin 1994, est :
| Équipe 1         | Score   | Équipe 2     |
| ---------------- | ------- | ------------ |
| ASPTT Metz-Marly | 20 – 19 | USM Gagny 93 |

## Vainqueur
| Vainqueur de la Coupe de France 1993-1994 ASPTT Metz-Marly 2e victoire |